# 藤村明世
藤村 明世（ふじむら あきよ、1990年 - ）は、日本の映画監督。

## 来歴
1990年、東京都で産まれる。
映画好きの父親の影響もあって、幼稚園の頃から映画好きで、小学生時代は映画に出演する女優を志望し、児童劇団に通う。中学生くらいのとき、実際に撮影現場に参加した沢尻エリカと出会い、自分との差を自覚して女優を諦めるが、児童劇団の女性演出家にあこがれる形で映画への関わり方を再考するようになった。また中学時代に『リリイ・シュシュのすべて』（2001年、岩井俊二監督）、『虹の女神』（2006年、熊澤尚人監督）に影響を受け、映画監督を志す。
明治学院大学文学部芸術学科に入学し、映画学を専攻する。大学に通う傍ら、映画学校のニューシネマワークショップにも通い、2作目の監督作品となる『彼は月へ行った』が、2014年第36回ぴあフィルムフェスティバル、仙台短篇映画祭2014、第6回下北沢映画祭などで入選したことで、評価される。
大学を卒業後、フリーランスとして東宝系の商業映画東宝系商業映画2本の助監督、制作、小規模な映画やCMに携わった後、再び映画監督として歩み出す。
4作目の監督作品となる『見栄を張る』（2016年）は、CO2（シネアスト・オーガニゼーション大阪）の助成作品であり、初の長編映画でもある。『見栄を張る』はSKIPシティ国際Dシネマ映画祭2016長編コンペティション部門にてSKIPシティアワードを受賞した。
2018年公開のオムニバス映画『十年 Ten Years Japan』（是枝裕和製作総指揮）の一篇「その空気は見えない」の監督に抜擢された。

## 監督作品
短編
- 彼は月へ行った（2014年）

長編
- 見栄を張る（2016年）
- 十年 Ten Years Japan「その空気は見えない」（2018年）

## その他作品
- 図書館戦争-THE LAST MISSION-（2015年、佐藤信介監督） - 助監督[7]
- バクマン。（2015年、大根仁監督） - 制作部[7]
- 神宿スワン（2016年、中山剛平監督） - 助監督[8]

## 出演
- 問題のない私たち（2004年、森岡利行監督） - エキストラ[5]